# (4038) Kristina
(4038) Kristina es un asteroide perteneciente al cinturón de asteroides, descubierto el 21 de agosto de 1987 por Eric Walter Elst desde el Observatorio de La Silla, Chile.

## Designación y nombre
Designado provisionalmente como 1987 QH2. Fue nombrado Kristina en homenaje a "Kristina Leterme" profesora de francés y literatura rusa, pareja del descubridor.